# Altay Airport
Altay Airport är en flygplats i Kina. Den ligger i den autonoma regionen Xinjiang, i den nordvästra delen av landet, omkring 440 kilometer norr om regionhuvudstaden Ürümqi.
Runt Altay Airport är det glesbefolkat, med 15 invånare per kvadratkilometer. Närmaste större samhälle är Altay, 11,2 km norr om Altay Airport. Trakten runt Altay Airport består i huvudsak av gräsmarker.
Genomsnittlig årsnederbörd är 280 millimeter. Den regnigaste månaden är juli, med i genomsnitt 42 mm nederbörd, och den torraste är februari, med 9 mm nederbörd.